# Podróżny świata
Podróżny świata – zbiór rozmów z Czesławem Miłoszem przeprowadzonych przez Renatę Gorczyńską, wydanych w 1983 r. w Nowym Jorku.
Seria dwudziestu sześciu wywiadów z Czesławem Miłoszem przeprowadzonych przez Renatę Gorczyńską (używającą wówczas pseudonimu Ewa Czarnecka) w Berkeley w 1979 i 1980 r. Pierwsza seria dziesięciu sesji odbyła się w listopadzie 1979 r. w gabinecie poety na Wydziale Slawistycznym Uniwersytetu Kalifornijskiego, każda rozmowa trwała średnio półtorej godziny. Drugi cykl ośmiu rozmów miał miejsce we wrześniu 1980 r. Do wydania z 1992 dołączona została jeszcze jedna rozmowa, przeprowadzona wiosną 1983 r. w Nowym Jorku, na temat motywów pozostania poety na emigracji (O okolicznościach azylu). Rozmowy ułożone są chronologicznie.. Do rozmów dołączono trzynaście szkiców Gorczyńskiej poświęconych twórczości poety, m.in. o Zniewolonym umyśl, Zdobyciu władzy, Dolinie Issy, Traktacie poetyckim i Osobnym zeszyci.

## Wykaz rozmów
1. O “Trzech zimach”
2. O młodzieńczych poglądach
3. O przyjaźniach w Warszawie
4. O odsłanianiu się w poezji i o niechęci do natury
5. O „Świecie” i „Głosach biednych ludzi”
6. O wyjeździe na placówkę dyplomatyczną
7. O „Traktacie moralnym” i „Zniewolonym umyśle"
8. O wierszach ze zbioru „Światło dzienne”
9. O „Zdobyciu władzy”
10. O „Dolinie Issy”
11. O „Traktacie poetyckim”
12. O „Rodzinnej Europie”
13. O tomie „Król Popiel i inne wiersze”
14. O „Guciu zaczarowanym”
15. O „Mieście bez imienia”
16. O tomie „Gdzie wschodzi słońce i kędy zapada”
17. O „Zdaniach”
18. O Oskarze Miłoszu i „Ziemi Ulro”
19. O Simone Weil
20. O nowych wierszach kalifornijskich
21. O „Osobnych zeszytach”
22. O „Księdze Psalmów”
23. O „Księdze Hioba”
24. O upadku [o wypędzeniu z Raju]
25. O rzeczywistości
26. O okolicznościach azylu

## Wydania polskie
- New York: Bicentennial Publishing Corporation, 1983
- Kraków: Wszechnica Społeczno-Polityczna, 1984 (drugi obieg)
- Kraków: Wydawnictwo Literackie, 1992, 2002

## Przekłady na języki obce
- Conversations with Czeslaw Milosz, San Diego, New York, London: Harcourt Brace Jovanovich, Publishers, 1987
- Milosz sur Milosz, Paris: Fayard, 1985
- Razgovori sa Česlavom Milošem, Gornji Milanovac: Dečje Novine, 1985

## Recenzje i omówienia
- Barańczak Stanisław, „Przegląd Polski (The Polish Review)” 1984, nr 3, s. 100-102.
- Dużyk Józef, „Ruch Literacki” 1993, z. 1-2, s. 149-152.
- Florczak Zbigniew, Obcowanie z Miłoszem. Listy i rozmowy, „Nowe Książki” 1993, nr 1, s. 6-10.
- Gorczyńska Renata, Jak rozmawiałam z Miłoszem, „Gazeta Wyborcza” 1992, nr 234, s. 9.
- Jeleński Konstanty A., Jestem Miłoszem, Miłoszem być mogę…, „Kultura” (Paryż) 1983, nr 11, s. 147-143.
- Karpiński Wojciech, Rozmowy z Czesławem Miłoszem, „Tygodnik Powszechny” 1984, nr 21, s. 8.
- Myszkowski Krzysztof, Linia życia, linia literatury, „Kwartalnik Artystyczny” 2002, nr 3, s. 153-155.
- (Z) (Zieliński Marek), „Więź” 1984, nr 4, s. 134.
- Żak Stanisław, Półka z książkami, „Język Polski w Szkole Średniej” 1992, z. 4, s. 121–122.